# Ankit Sharma
Ankit Sharma (né le 20 juillet 1992 dans le village de Pinhat, district d'Agra) est un athlète indien, spécialiste du saut en longueur.

## Biographie
En juin 2016, il bat le record national en 8,19 m à Almaty, avec un vent presque nul (+0,1 m/s).
Lors des Championnats d'Asie 2017, il termine 4e en 7,83 m à Bhubaneswar.

### Palmarès
| Date | Compétition                   | Lieu    | Résultat | Performance |
| ---- | ----------------------------- | ------- | -------- | ----------- |
| 2010 | Championnats d'Asie juniors   | Hanoï   | 3e       | 7,77 m      |
| 2010 | Championnats du monde juniors | Moncton | 8e       | 7,40 m      |